# Carrosserie De Villars
Carrosserie De Villars war ein französischer Hersteller von Automobilkarosserien, der in den Jahren zwischen den Weltkriegen individuelle Aufbauten für Oberklassefahrzeuge fertigte. 

## Unternehmensgeschichte

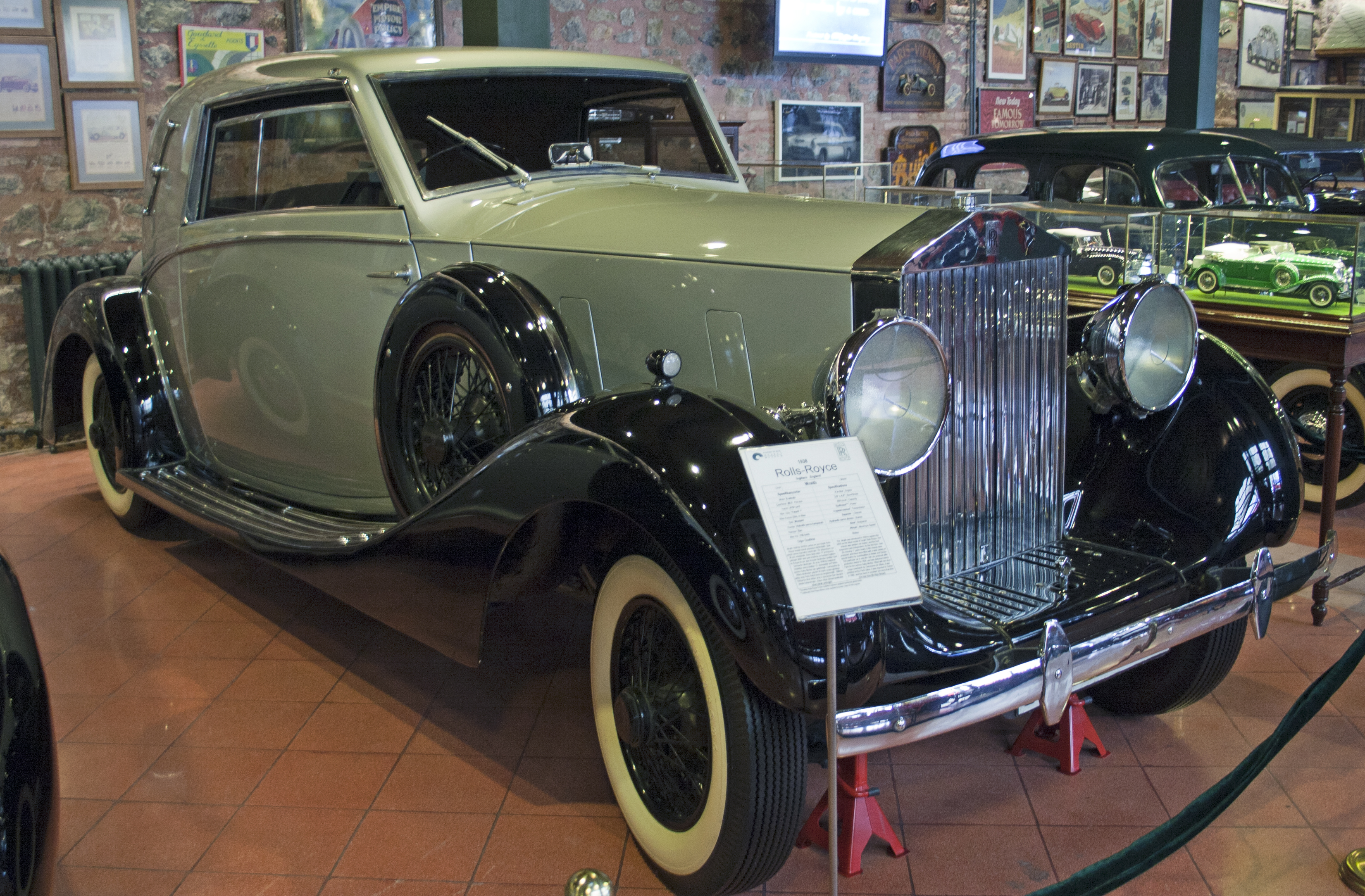
Rolls-Royce Wraith mit Coupé-Aufbau von De Villars (1938)

Carrosserie De Villars wurde 1925 von Frank Jay Gould gegründet, einem US-amerikanischen Milliardär, der sich 1911 in Frankreich niedergelassen hatte. Das Unternehmen hatte seinen Sitz in dem Pariser Vorort Courbevoie. Namensgeber war Goulds Schwiegersohn Roland Graffenried de Villars, der allerdings für das Unternehmen nicht arbeitete. Die Leitung des Betriebs übernahm Charles Guignedoux.
Das Unternehmen hatte in erster Linie die Aufgabe, die Autos von Goulds Pariser Freunden zu warten bzw. zu reparieren. Wenig später fertigte De Villars die ersten eigenen Karosserien für diesen Kundenkreis. Die Karosserieproduktion  dauerte bis zum Ausbruch des Zweiten Weltkriegs. Die in dieser Zeit entstandenen Aufbauten waren ausnahmslos Einzelstücke, deren Formen und Ausstattungen individuell mit den Auftraggebern abgestimmt waren. Die von De Villars eingekleideten Chassis kamen in erster Linie von den französischen Oberklasseherstellern wie Bugatti, Delage und Delahaye, vereinzelt aber auch von Minerva oder Rolls-Royce. Die Produktion war extrem gering. Es wird angenommen, dass in keinem Jahr mehr als 25 Aufbauten herstellt wurden. Zu den Kunden von De Villars gehörten die Schauspieler Gaby Morlay und Jean Murat, Aly Khan sowie Mitglieder der Familie Grimaldi.
Nach Kriegsende nahm De Villars die Karosserieproduktion nicht wieder auf. Jean Daninos übernahm die Werksanlagen und produzierte dort mit seinem Unternehmen Facel Automobilzubehörteile.